# Weltmeisterschaften im Gewichtheben 1950
Die 28. Weltmeisterschaften im Gewichtheben fanden vom 13. bis zum 15. Oktober 1950 in der französischen Hauptstadt Paris statt. An den von der International Weightlifting Federation (IWF) im Dreikampf (beidarmiges Drücken, Reißen und Stoßen) ausgetragenen Wettkämpfen nahmen 56 Gewichtheber aus 17 Nationen teil.

## Medaillengewinner
| Disziplin           | Gold                 | Silber                | Bronze              |
| ------------------- | -------------------- | --------------------- | ------------------- |
| Bantamgewicht       | Mahmoud Namdjou      | Rafael Tschimischkjan | Kamal Mahgoub       |
| Federgewicht        | Mahmoud Fayad        | Jewgeni Lopatin       | Julian Creus        |
| Leichtgewicht       | Joe Pitman           | Attia Hamouda         | Wladimir Swetilko   |
| Mittelgewicht       | Khadr Sayed El Touni | Peter George          | Wladimir Puschkarew |
| Leichtschwergewicht | Stanley Stanczyk     | Arkadi Worobjow       | Arabi Awadi         |
| Superschwergewicht  | John Davis           | Jakow Kuzenko         | Melvin Barnett      |

## Medaillenspiegel
Die Platzierungen im Medaillenspiegel sind nach der Anzahl der gewonnenen Goldmedaillen sortiert, gefolgt von der Anzahl der Silber- und Bronzemedaillen (lexikographische Ordnung). Weisen zwei oder mehr Nationen eine identische Medaillenbilanz auf, werden sie alphabetisch geordnet auf dem gleichen Rang geführt.
| Rang | Nation                 | Gold | Silber | Bronze | Gesamt |
| ---- | ---------------------- | ---- | ------ | ------ | ------ |
| 1.   | Vereinigte Staaten     | 3    | 1      | 0      | 4      |
| 2.   | Ägypten                | 2    | 1      | 2      | 5      |
| 3.   | Iran                   | 1    | 0      | 0      | 1      |
| 4.   | Sowjetunion            | 0    | 4      | 2      | 6      |
| 5.   | Vereinigtes Königreich | 0    | 0      | 2      | 2      |